# Hammersmith & City Line
Hammersmith & City Line – jedna z linii metra w Londynie, oznaczana kolorem różowym. Formalnie jest najmłodszą z linii, bowiem jej wydzielenie nastąpiło w 1988 - wcześniej trasa ta stanowiła odgałęzienie Metropolitan Line. Jej podziemna część stanowi jednak najstarszy odcinek podziemnej kolejki zarówno w Londynie, jak i na całym świecie. Jego otwarcie miało miejsce w 1863. Obecna trasa linii liczy 28 stacji, z czego połowa znajduje się pod ziemią. Co roku korzysta z niej niespełna 46 milionów pasażerów. 

## Przebieg linii
Poza godzinami szczytu oraz w weekendy rolę wschodniego krańca pełni dla wielu kursów stacja Whitechapel. W niedziele kończą na niej bieg wszystkie składy. Na dalszym odcinku linia Hammersmith & City pokrywa się z trasą District Line, więc pasażerowie mogą swobodnie kontynuować podróż, muszą się jedynie przesiąść do innego pociągu. Linia należy do grupy sub-surface lines, co oznacza, że na odcinku podziemnym tory w obie strony ułożone są w jednym tunelu, na średniej głębokości 5 metrów.

## Tabor

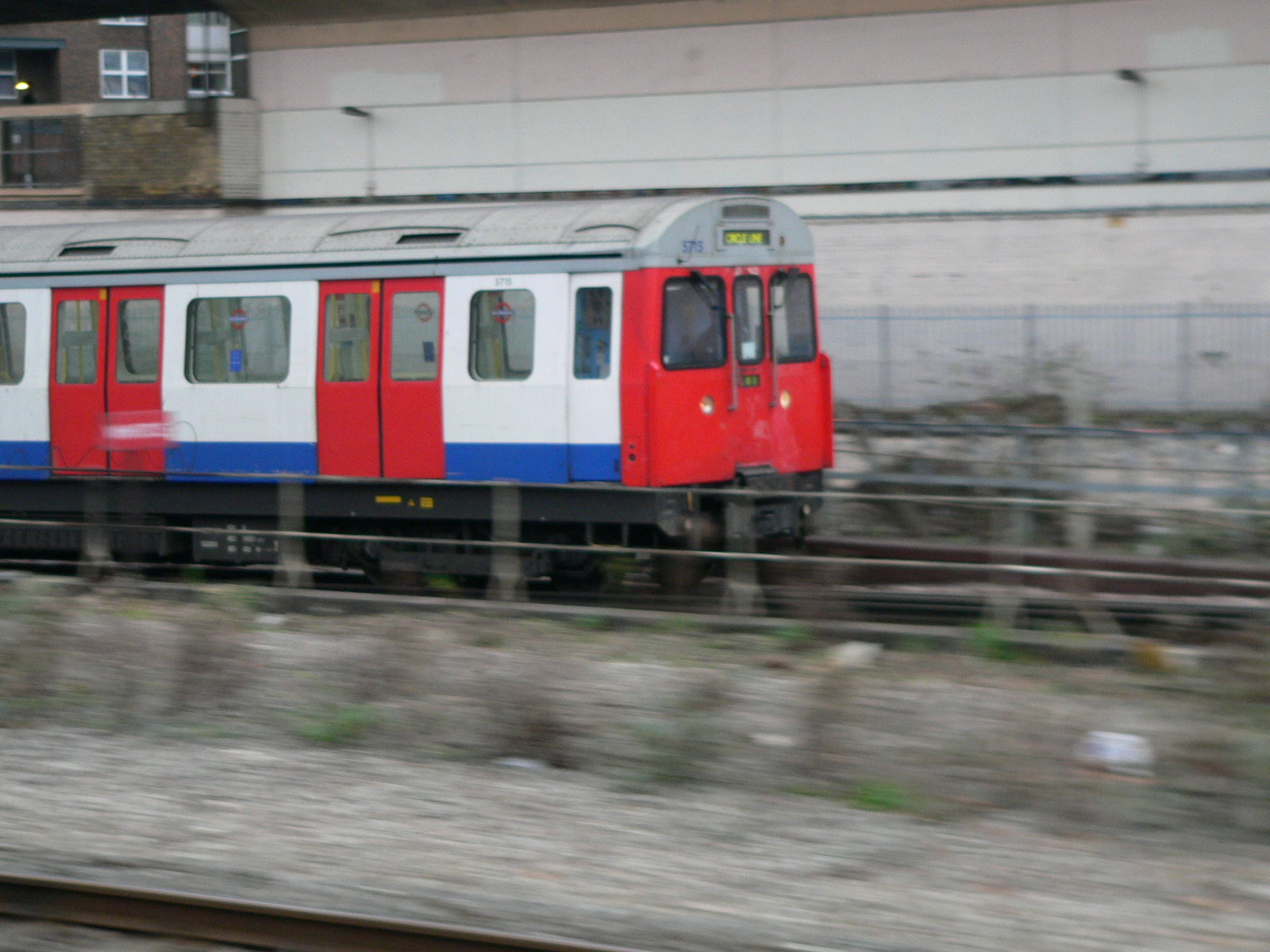
Pociąg klasy C Stock

Linia obsługiwana jest przez pociągi klasy C Stock, dostarczone w latach 1969–1978 przez nieistniejące już zakłady Metro Cammel z Birmingham. Na początku lat 90. pojazdy te poddane zostały remontowi generalnemu. Łącznie metro londyńskie dysponuje 46 składami tego typu, jednak oprócz Hammersmith & City Line, obsługują one także Circle Line oraz wybrane kursy District Line. Na samej Hammersmith & City w godzinach szczytu pracuje 17 składów. Utrzymaniem linii i jej taboru zajmuje się na zlecenie władz Londynu spółka Metronet.